# Ли Куй (Речные заводи)
Ли Куй (кит. 李逵, пиньинь Lǐ Kuí) — вымышленный литературный персонаж, один из 108 главных героев романа Ши Найаня Речные заводи.

## Описание
В романе Речные заводи Ли Куй представлен огромным свирепым мужчиной, чьи волосы и кожа имеют тёмный оттенок. Он обладает буйным нравом, страстью к игре и выпивке. В битве использует парные топоры, изредка боевую палицу. Имеет привычку раздеваться догола перед битвой.

## Биография

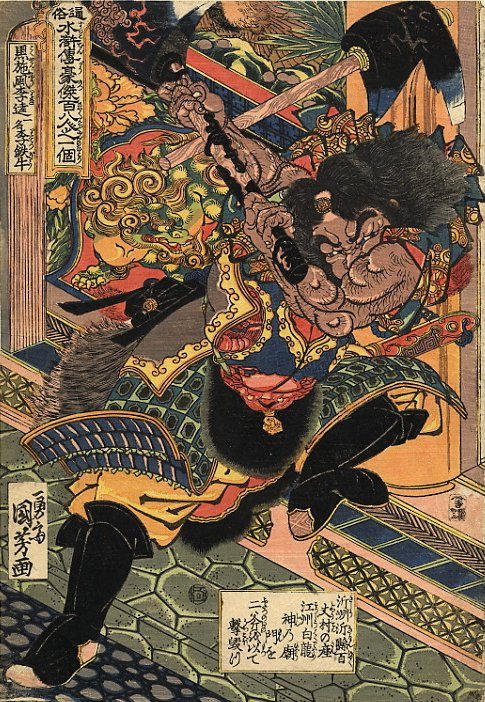
Ли Куй на гравюре Утагавы Куниёси

Родился в деревне Байчжанцунь округа Ичжоу. Убив человека, бежал из родных мест в Цзянчжоу, где поступил на службу в качестве тюремного стражника. Там он встречает Сун Цзяна, будущего главу разбойников стана Ляншаньбо. Вскоре после этого происходит его знаменитая битва в воде с Чжан Шунем Белой Лентой. Затем он участвует в спасении Сун Цзяна и Дай Цзуна от казни и присоединяется к разбойникам из Ляншаньбо. Через некоторое время он отправляется в родные места, чтобы привести в Ляншаньбо свою старую мать, но на обратном пути её съедают тигры. Ли Куй убивает тигров и становится героем соседнего города, но там вскоре узнают, что он и есть Чёрный Вихрь из Ляншаньбо, и хватают его. Затем он освобождается с помощью Чжу Гуя и Чжу Фу, и уговаривает преследующего его Ли Юна присоединится к разбойникам. После этого Ли Куй участвует в многочисленных битвах разбойников из Ляншаньбо с императорскими войсками, и после победы попадает под амнистию.

## Киновоплощения
- Фан-мей Шень (Речные заводи,1972; Все люди — братья, 1975)
- Дон Циву (Речные заводи, 1983)
- Чжао Сяоюй (Речные заводи, 1998)
- Кан Кай (All Men Are Brothers, 2011)
- Также является одним из персонажей игры Jade Empire